# Mickaël Madar
Mickaël Madar (Paris, 8 de maio de 1968) é um ex-futebolista profissional francês que atuava como atacante. 

## Carreira
Mickaël Madar representou o seu país na Euro 1996.